# Mestečko
Mestečko (in ungherese Lednickisfalu) è un comune della Slovacchia facente parte del distretto di Púchov, nella regione di Trenčín.